# Enlèvement des lycéens de Kankara
L'enlèvement des lycéens de Kankara est un enlèvement de masse commis le 11 décembre 2020 par un groupe criminel pour le compte de Boko Haram dans un lycée scientifique de Kankara, dans l'État de Katsina, dans le nord du Nigéria.

## Histoire
Le 11 décembre 2020 tard dans la soirée, plus d'une centaine d'hommes armés et à moto entrent dans Kankara et prennent d'assaut le lycée situé en bordure de la ville et dans lequel sont hébergés 839 étudiants dans l'internat,. Ils emmènent 520 lycéens avec eux dans une forêt avoisinante mais des dizaines d'entre eux parviennent à s'échapper dans les premières heures de l'attaque, puis ils sont séparés en plusieurs groupes ; au moins 333 sont toujours captifs le lendemain,,.
L'attaque est revendiquée le 15 décembre 2020 par Abubakar Shekau, le chef de Boko Haram. Le 17, l'organisation djihadiste diffuse une vidéo où apparaissent plusieurs dizaines de jeunes garçons captifs. L'armée est déployée dans les environs de Katsina afin de trouver le ou les endroits où sont retenus les étudiants dans le but de mener une opération de sauvetage. Le même jour, dans la soirée, 344 lycéens sont libérés.

## Réaction
- Nigeria : le président condamne l'attaque ; la sécurité des écoles du pays est renforcée et celles de l'état de Katsina sont fermées[4].